# Naturafullgörelse
Naturafullgörelse är en juridisk term som innebär att man ersätter någon in natura, det vill säga i varor. Men det kan också referera till att man betalar pengar eller utför ett arbete. I juridiken anges rätten till naturafullgörelse som rätten för käranden att kräva fullgörelse av svaranden.